# Hsu Mo

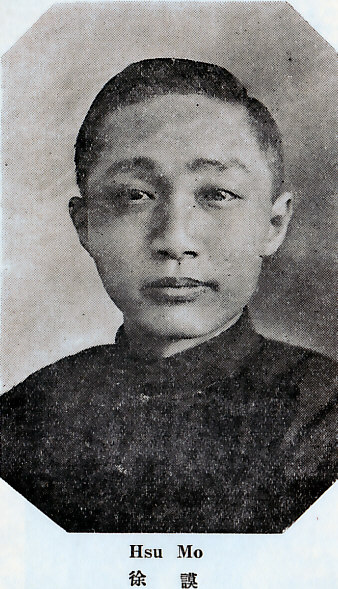
Hsu Mo

Hsu Mo (chinesisch 徐谟, Pinyin Xú Mó, W.-G. Hsü Mo; * 22. Oktober 1893 in Suzhou, Provinz Jiangsu; † 28. Juni 1956 in Den Haag) war ein chinesischer Jurist, Politiker und Diplomat. Er wirkte von 1931 bis 1941 als stellvertretender Außenminister seines Heimatlandes, als Botschafter in Australien und in der Türkei sowie von 1946 bis zu seinem Tod als Richter am Internationalen Gerichtshof.

## Leben
Hsu Mo wurde 1893 in Suzhou geboren und studierte Rechtswissenschaften an der Peiyang-Universität sowie an der George Washington University. Seine Promotion erlangte er in Australien an der Universität Melbourne. In den 1920er Jahren wirkte er zunächst als Professor für internationales Recht und internationale Beziehungen an der Nankai-Universität und später als Richter an verschiedenen Bezirksgerichten. Im Jahr 1928 wechselte er in das chinesische Außenministerium, in dem er als Berater sowie später als Direktor der europäisch-amerikanischen und der asiatischen Abteilung tätig war. Drei Jahre später wurde er Stellvertreter des Außenministers. Nach zehn Jahren in dieser Position wechselte er 1941 als außerordentlicher und bevollmächtigter Gesandter nach Australien, von 1944 bis 1946 war er Botschafter seines Heimatlandes in der Türkei.
Nach dem Ende des Zweiten Weltkriegs war er 1945 in Washington, D.C. an der Arbeit des Komitees der Vereinten Nationen beteiligt, welches das Statut des Internationalen Gerichtshofs (IGH) formulierte. Darüber hinaus war er Berichterstatter des Komitees zum Kapitel VI der Charta der Vereinten Nationen über die Regelungen zur friedlichen Beilegung von Streitigkeiten. Ein Jahr später wurde er zum Richter am IGH gewählt, an dem er bis zu seinem Tod tätig war. Sein Nachfolger wurde sein Landsmann Wellington Koo.
Hsu Mo war ab 1948 Mitglied des Institut de Droit international. Er starb 1956 in Den Haag.